# Oleksandr Luk"jančenko
Oleksandr Oleksijovyč Luk"jančenko (in ucraino Олександр Олексійович Лук'янченко?, in russo Александр Алексеевич Лукьянченко?, Aleksandr Alekseevič Luk'jančenko; Berdyči, 30 agosto 1947) è un politico ucraino, Sindaco di Donec'k dal 2002 al 2014.

## Biografia
Nato nel villaggio di Berdyči, nell'oblast' di Donec'k, si è diplomato prima in una scuola quadriennale del villaggio natale e poi in una scuola della durata di otto anni di Avdiïvka. Negli anni '60 è entrato nella scuola di tecnica edile, laureandosi in ingegneria civile e industriale nel 1979 e dopo la laurea  ha prestato servizio militare nell'Armata Rossa.
Nel 2002 vinse le elezioni per la carica di Sindaco di Donec'k, venendo riconfermato nel 2006 e nel 2010, in quest'ultimo caso ricevendo circa il 70% dei voti.
Nell'ambito dell'autoproclamazione della Repubblica Popolare di Doneck ha lasciato Donec'k nel luglio 2014 sostenendo di "non essere d'accordo con gli ultimatum posti dalle truppe della DPR" e di "temere per la sua vita", trasferendosi a Kiev da dove ha affermato di continuare a svolgere le sue funzioni. Nel 2015 l'ufficio del Procuratore generale dell'Ucraina ha annunciato l'apertura di un procedimento penale contro Luk"jačenko e contro l'ex capo dell'amministrazione statale regionale di Donec'k Andrej Šyšackyj per "aver assistito la DPR".